# Kusze
Kusze [pronunciación en polaco: /ˈkuʂɛ/] (en ucraniano: Куше) es un pueblo ubicado en el distrito administrativo de Gmina Harasiuki, dentro del Distrito de Nisko, Voivodato de Subcarpacia, en el sur de Polonia oriental. Se encuentra aproximadamente a 6 kilómetros al suroeste de Harasiuki, a 24 kilómetros al sureste de Nisko, y a 56 kilómetros al noreste de la capital regional Rzeszów.